# Pesjavarskij vals
Pesjavarskij vals (russisk: Пешаварский вальс) er en russisk spillefilm fra 1994 af Timur Bekmambetov.

## Medvirkende
- Barri Kusjner
- Viktor Verzjbitskij som Viktor Djubua
- Sergej Plotnikov
- Aleksandr Pan
- Gennadij Kajumov